# NGC 1049
NGC 1049 је збијено звјездано јато у сазвежђу Пећ које се налази на NGC листи објеката дубоког неба.
Деклинација објекта је - 34° 15' 30" а ректасцензија 2h 39m 48,1s. Привидна величина (магнитуда) објекта NGC 1049 износи 12,6. NGC 1049 је још познат и под ознакама ESO 356-SC3, GCL no. 3 in Fornax dwarf.